# Fine Arts Building (Chicago)
El Fine Arts Building, también conocido como Studebaker Building, es un inmueble en el Distrito Histórico Michigan Boulevard de Chicago (Estados Unidos). Está ubicado está ubicado en 410 S Michigan Avenue frente al Grant Park. Fue construido para la compañía Studebaker en 1884 y 1885 por Solon Spencer Beman, y remodelado extensamente en 1898, cuando Beman eliminó el octavo piso del edificio (entonces el superior) y agregó tres pisos nuevos, extendiendo el edificio a su altura actual. Studebaker construyó el edificio como una operación de venta y servicio de carruajes con fabricación en los pisos superiores. Las dos columnas de granito en la entrada principal, 1,1 m de diámetro y 3,9 m alto, se decía que eran los ejes monolíticos pulidos más grandes del país. El interior presenta motivos Art Nouveau y murales de artistas como Martha Susan Baker, Frederic Clay Bartlett, Oliver Dennett Grover, Frank Xavier Leyendecker y Bertha Sophia Menzler-Peyton que datan de la renovación de 1898. A principios del siglo XX, se establecieron en el Fine Arts Building Kalo Shop y Wilro Shop, firmas especializadas en artículos Arts and Crafts.
Actualmente, fiel a su nombre, alberga lofts de artistas, galerías de arte, estudios de teatro, danza y grabación, firmas de diseño de interiores y de internet, fabricantes de instrumentos musicales y otras empresas asociadas con las artes. También tiene oficinas de las Hijas de la Revolución Americana, el Instituto de Jazz de Chicago, Grant Park Conservancy, la Asociación Federalista Mundial y la Sinfónica Juvenil de Chicago, y el venerable Artists Cafe. Este edificio de estilo Beaux-Arts fue designado como Monumento Histórico de Chicago el 7 de junio de 1978.

## Teatro Studebaker
El edificio Studebaker alberga el Teatro Studebaker, también conocido como Studebaker Hall, dedicado en 1898. Fue el lugar del recital de 1901 de David Bispham que incluyó exclusivamente las canciones de Carrie Jacobs-Bond . Paul Whiteman y su orquesta dieron la primera actuación pública de Grand Canyon Suite aquí el 22 de noviembre de 1931. El lugar también fue sede de algunos de los primeros programas de televisión en vivo, incluido el Cavalcade of Stars de DuMont Television Network presentado por el comediante Jack Carter .
En la década de 1970, el teatro se dividió en una sala de cine multiplex. Las renovaciones para volver al teatro en vivo se iniciaron en 2015 y el teatro se reabrió en 2016, con una capacidad para 740 asientos.

## Chicago Little Theatre
De 1912 a 1917, el Edificio de Bellas Artes albergó el Chicago Little Theatre, un teatro de arte al que se le atribuye el inicio del Movimiento Little Theatre en los Estados Unidos. Al no poder pagar el alquiler del auditorio de 500 asientos del edificio, los coproductores Maurice Browne y Ellen Van Volkenburg alquilaron un gran espacio de almacenamiento en el cuarto piso en la parte trasera y lo construyeron en una casa de 91 asientos.